# گابریل آلموند
گابریل آلموند (انگلیسی: Gabriel Almond; ۱۲ ژانویهٔ ۱۹۱۱ – ۲۵ دسامبر ۲۰۰۲) دانشمند علوم سیاسی اهل ایالات متحدهٔ آمریکا بود. او از پیشاهنگان نظری در رشته‌های سیاست تطبیقی، توسعهٔ سیاسی و فرهنگ سیاسی بود.

## کار علمی
آلموند در دههٔ ۱۹۵۰ به تعمیق و گسترده‌سازی علوم سیاسی با استفاده از مطالبِ مربوط به سایر رشته‌های علوم اجتماعی مانند جامعه‌شناسی، روان‌شناسی و انسان‌شناسی پرداخت. او از پیشاهنگان مطالعهٔ نظام‌مند سیاست تطبیقی و فرهنگ به شمار می‌رود و پژوهش‌های او به موضوعات گوناگونی مانند کشورهای در حال توسعه، کمونیسم و بنیادگرایی مذهبی می‌پردازد.
آلموند نویسنده‌ای پرکار بود که در طول عمر کاری خود علاوه بر مقالات پرشمار علمی، ۱۸ کتاب منتشر نمود. معروف‌ترین اثر او «فرهنگ مدنی» (۱۹۶۳) به همراه سیدنی وربا نوشته شده است. در این کتاب مفهوم «فرهنگ سیاسی» برای نخستین بار به عنوان وجهی مهم از جامعه مطرح و مشهور شد؛ مفهومی که شامل شخصیت ملی و شیوه‌ای که مردم تصمیم می‌گیرند مطابق آن بر خود حکومت کنند می‌شود. آلموند و وربا میان انواع فرهنگ‌های سیاسی، مبتنی بر میزان و نوع مشارکت سیاسی و جوهرهٔ برداشت‌های مردم نسبت به سیاست تمایز قائل شدند. فرهنگ سیاسی یکی از بزرگ‌ترین پژوهش‌های ملی در سطح گسترده در علوم سیاسی آمریکا بود و تأثیر قابل توجهی بر مطالعهٔ تطبیقی دموکراسی داشت.
آلموند بر مسائل نظری مرتبط با توسعهٔ سیاسی نیز تأثیرگذار بود. در کتاب «سیاست تطبیقی: رویکردی توسعه‌مدارانه» (۱۹۶۶) او به همراه جی.بینگم پاول به شیوه‌های مختلف فرهنگی و کارکردی برای اندازه‌گیری میزان توسعهٔ جوامع می‌پردازد. در دوره‌ای در طول دههٔ ۱۹۶۰ و ۱۹۷۰ رویکرد گابریل آلموند، رویکردِ غالب در مطالعهٔ تطبیقی بود.